# Edvard Reuterswärd
Bengt Edvard Reuterswärd, född 4 augusti 1916 i Karlsborg i dåvarande Skaraborgs län, död 25 mars 1994 i Oscars församling, Stockholm, var en svensk jurist och ämbetsman. Han var son till generallöjtnant Pontus Reuterswärd och Eva, ogift Uggla.

## Biografi
Reuterswärd avlade juris kandidatexamen i Stockholm 1939 och gjorde därefter tingstjänstgöring 1939–1943. Han lämnade sedan domstolsväsendet, då han blev amanuens vid Ecklesiastikdepartementet 1944. Han avancerade till 1:e kanslisekreterare 1948 och kansliråd 1952. Reuterswärd vat expeditionschef vid Utbildningsdepartementet 1965–1969 samt generaldirektör och chef för Kammarkollegiet 1969–1982. Han invaldes 1988 som ledamot i Norrbottensakademien.
Reuterswärd var också engagerad i styrelserna för en rad olika institutioner:
- Sjöhistoriska museets nämnd, ledamot och sekreterare 1949–1964
- Intagningsnämnden för Stor-Stockholms gymnasieskolor, ordförande 1959–1973
- Dramatiska institutet, ordförande 1969–1978
- Hallwylska museet, ordförande 1964–1978
- Skoklosters slott, ordförande 1972–1978
- Nordiska institutet för folkdiktning, ordförande 1969–1983
- Riddarhusdirektionen, ordförande 1974–1986
- Kungliga Myntkabinettets vänner, ordförande 1974–1980
- Sunnerdahls handikappfond, ordförande 1977–1989 (vice ordförande 1966–1977)
- Livrustkammaren och Skoklosters slott med Stiftelsen Hallwylska museet, ordförande 1978–1987
- Samfundet för visforskning, ordförande 1979–1987 (vice ordförande 1972–1979)
- August Abrahamssons stiftelse, vice ordförande 1956–1970
- Norrbacka Eugeniastiftelse, vice ordförande 1972–1988
- Svenska institutet, styrelseledamot 1958–1969
- Svenska Unescorådet, styrelseledamot 1958–1969
- Statens hundskola, styrelseledamot 1980–1986

Edvard Reuterswärd är begravd på Lovö kyrkogård.